# Дрейер, Джон Людвиг Эмиль
Джон Людвиг Эмиль Дрейер (дат. Johan Ludvig Emil Dreyer, англ. John Louis Emil Dreyer; 13 февраля, 1852, Копенгаген — 14 сентября, 1926, Оксфорд) — ирландско-британский астроном.

## Биография
Родился в Копенгагене в семье военного министра Дании генерал-лейтенанта Дрейера (имя при рождении — Йохан Людвиг Эмиль Дрейер), в Копенгагене получил образование. В возрасте 22 лет он покинул Данию и отправился в Ирландию работать помощником лорда Росса, сына и наследника лорда Росса, построившего телескоп «Парсонстаунский левиафан». В 1878 году он перешёл в Дансинкскую обсерваторию, а в 1882 году в Обсерваторию Армы, где он проработал директором до 1916 года. В 1885 получил британское подданство, в последние годы жил в Великобритании, умер в Оксфорде. Президент Королевского астрономического общества (1923—1924).
Его главной научной работой обычно называют «Новый общий каталог» туманностей и скоплений звёзд, которые он каталогизировал по номерам в 1888 году, дополненный двумя «Индекс-каталогами» (IC I в 1895 году и IC II в 1908 году). Эти каталоги используются и по сей день.
Также он написал биографию Тихо Браге.
Дрейер получил в 1916 году золотую медаль Королевского астрономического общества.
В его честь назван кратер на Луне.

## Основные труды
- Новый общий каталог туманностей и звёздных скоплений (New General Catalogue of Nebulae and Clusters of Stars, 1888 год), расширивший «Каталог туманностей» Уильяма Гершеля.
- В 1890 году Дрейер издал биографию Тихо Браге, а позже он редактировал 15-томное издание трудов Браге (Opera Omnia).
- Книга Дрейера «История планетных систем от Фалеса до Кеплера» (History of the Planetary Systems from Thales to Kepler, 1905), издаётся сейчас под названием «История астрономии от Фалеса до Кеплера».
  - Русский перевод: Дрейер, Джон. История астрономии. Великие открытия с древности до Средневековья. — Центрполиграф, 2018. — 415 с. — ISBN 978-5-9524-5284-85.
- Дрейер выступил соредактором первой официальной истории Королевского астрономического общества «History of the Royal Astronomical Society 1820—1920» (опубликована в 1923 году, переиздана в 1987). Вторым редактором стал Герберт Холл Тёрнер[3]